# Brenda Flores (boxeadora)
Brenda Flores conocida también como Brenda La Bonita Flores (Tijuana, Baja California), es una boxeadora profesional mexicana campeona mundial de peso átomo del Consejo Mundial de Boxeo.

## Carrera profesional
Inició su carrera profesional el 25 de octubre de 2013. Su debut profesional fue contra Mónica Murrieta.
En Los Ángeles en 2018, venció a la boxeadora australiana Louisa Hawton, lo que le otorgó el título de campeona peso átomo del Consejo Mundial e Boxeo.
Obtuvo 16 victorias, 4 derrotas y un empate a lo largo de su carrera.